# استیو مور
استیو مور (انگلیسی: Steve Moore) موسیقی‌دان، نوازنده و آهنگساز اهل ایالات متحده آمریکا است.
از فیلم‌ها یا مجموعه‌های تلویزیونی که وی در آن‌ها نقش داشته است، می‌توان به میهمان اشاره نمود.